# Mns Baroh Musa
Mns Baroh Musa is een bestuurslaag in het regentschap Pidie Jaya van de provincie Atjeh, Indonesië. Mns Baroh Musa telt 1272 inwoners (volkstelling 2010).